# Francesco Ciappei
Francesco Ciappei (Génova, Italia ca. 1840 - ca. 1900) fue uno de los pioneros de la fotografía en Italia. Según los registros encontrados estuvo activo desde 1857 hasta ca. 1900. 
Las fotografías más conocidas de este autor son fotografías de paisaje, aunque también realizó muchos retratos. Su estudio estaba en la ciudad de Génova, primero en la plaza Valoria y después en el 11 y 13 de la calle Carlo Felice. Palazzo Centurione.
Fue premiado por S.M. Umberto 1° y por S.A. Real el príncipe Tommaso de Savoia en las exposiciones de fotografía de Florencia de 1884 y 1887.
Actualmente algunas de sus fotografías se encuentran en museos como por ejemplo el Museo Nacional Gallery of Canadá en el Museo de Génova, en el Centro di Documentazione per la Storia, l’Arte e l’Immagine di Genova, el Münchner Stadtmuseum, Sammlung Fotografie en Alemania y en la Colección Blaisten en México
En 2012 se realizó una exposición sobre los orígenes de la fotografía, donde Francesco Ciappei es mencionado como uno de los primeros fotógrafos y se le denomina como uno de los pioneros.
Algunas de sus fotos son:

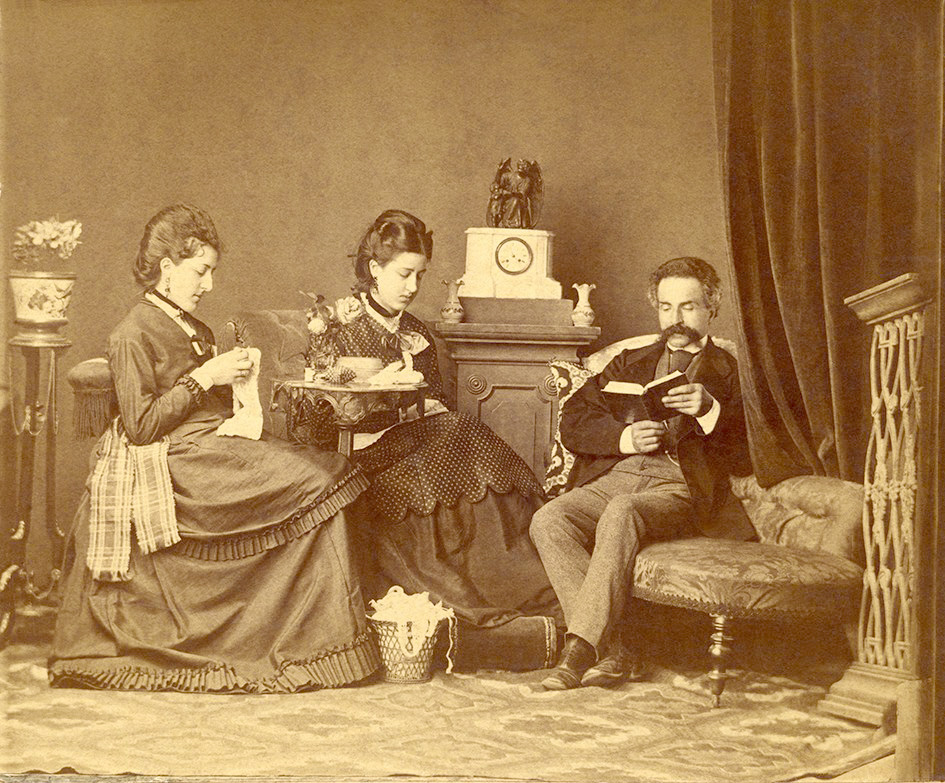
Familia del artista: Su padre Sr. Ciappei y sus dos hermanas, Francesca Ciappei y de nombre desconocido. ca.1886 Pertenece a la Coleccion Blaisten
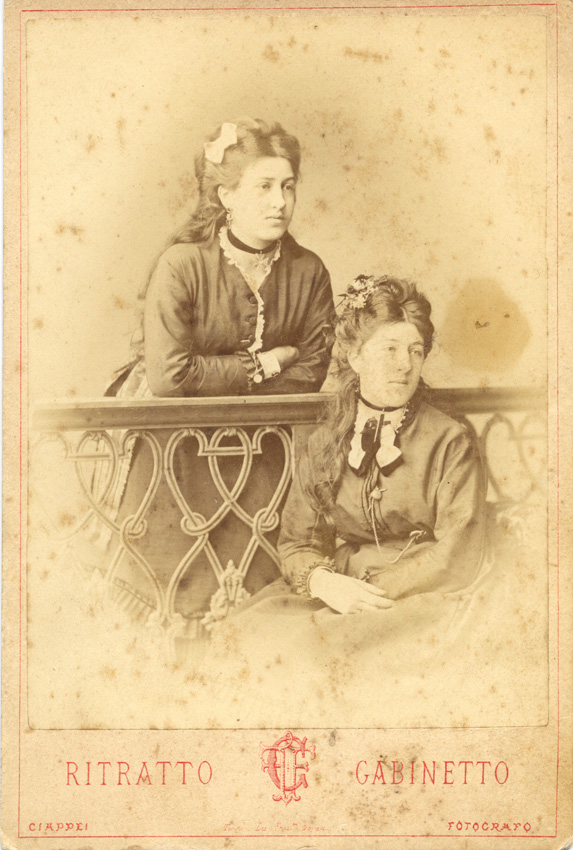
Familia Ciappei. Francesca Ciappei y su Hermana]]|Hermanas del artista, Francesca Caippei y hermana. ca.1866 Pertenece a la Colección Blaisten
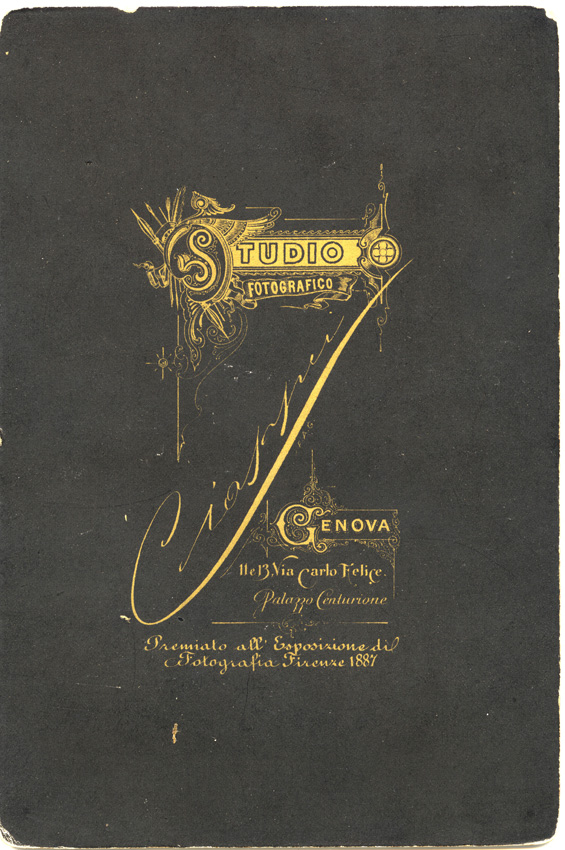
Reverso de una fotografía de Francesco Ciappei]]|Reverso de una fotografía del artista. ca.1890 Pertenece a la Colección Blaisten
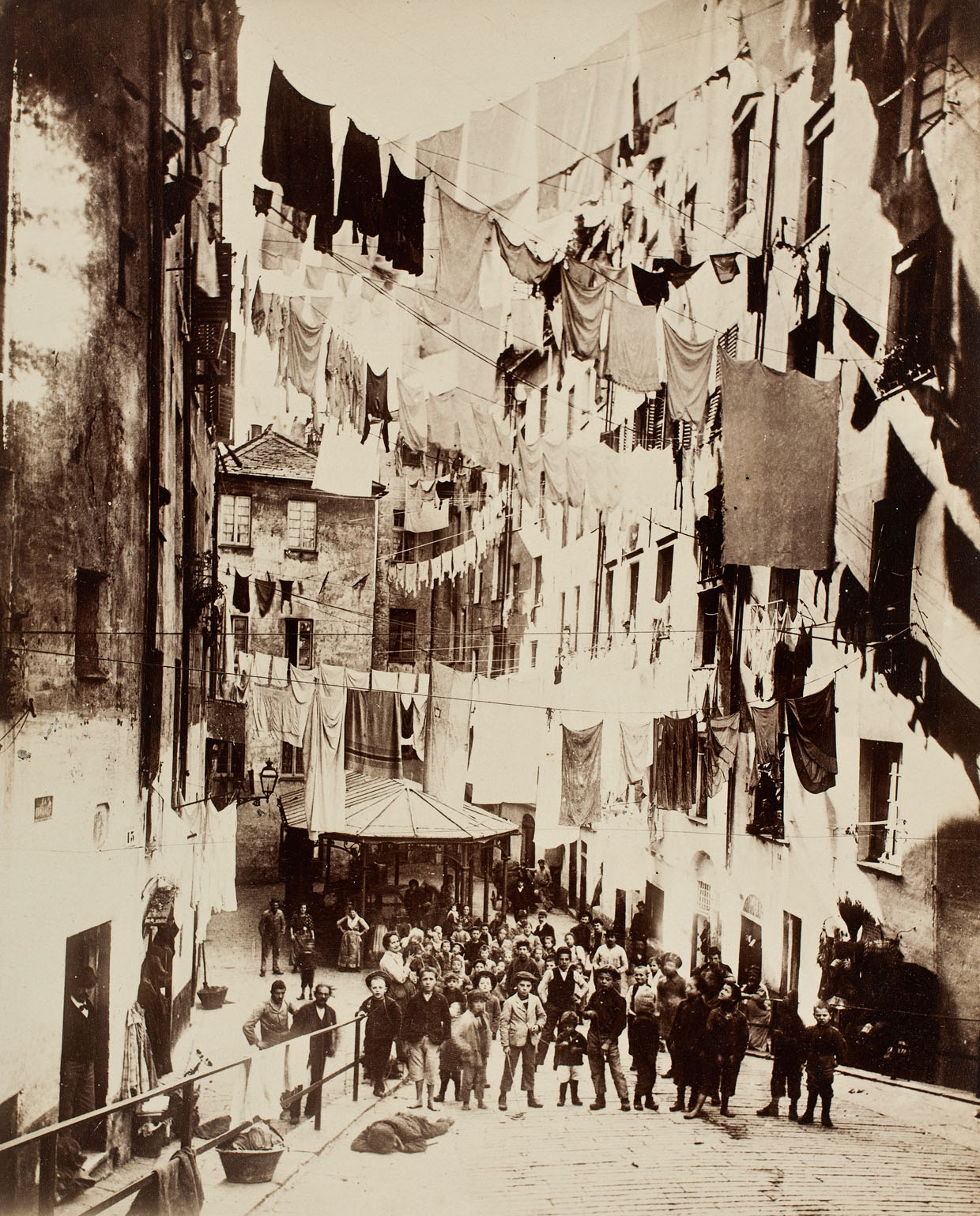
Truogoli di Santa Brigida, Genua]]|Truogoli di Santa Brigida, Genua|Pertenece al Münchner Stadtmuseum, Sammlung Fotografie
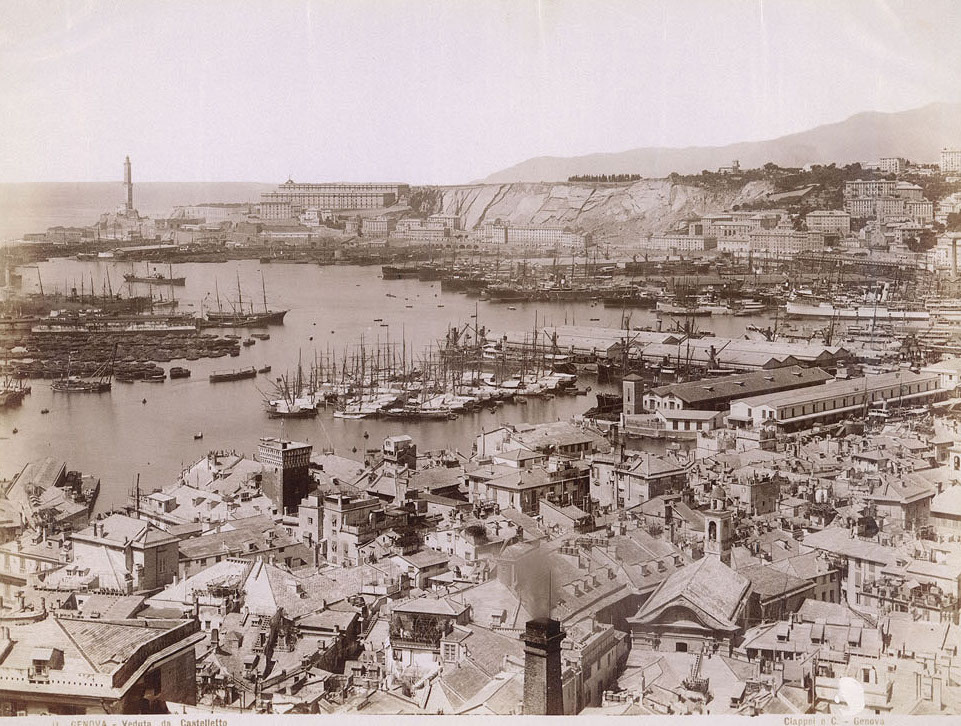
Pertenece al Museo de Genova, en el Centro di Documentazione per la Storia, l’Arte e l’Immagine di Genova